# Jahangirabad
Jahangirabad – miasto w północnych Indiach w stanie Uttar Pradesh, na Nizinie Hindustańskiej.
Populacja miasta w 2001 roku wynosiła 51 369 mieszkańców.